# 2009–2010-es EHF-bajnokok ligája
A 2009–2010-es EHF-bajnokok ligája volt a bajnokság történetének 50. kiírása. A címvédő a spanyol Ciudad Real csapata volt.
A bajnokságot ezúttal az előzőektől eltérően bonyolították le. Az eddigi 32 csapat helyett csak 24 vett részt a csoportküzdelmekben. A csapatokat négy, hatcsapatos csoportba sorsolták. Itt a csoporton belül körmérkőzést játszottak egymással a csapatok. A legjobb négy együttes jutott tovább a nyolcaddöntőbe, amelyből már az egyenes kiesés szabályai szerint lehetett a negyeddöntőbe jutni. Innen szintén egy hazai és egy idegenbeli mérkőzéssel lehetett a legjobb négy közé kerülni. Az évad legfontosabb újítása volt a Final4 bevezetése. A legjobb négy csapat 2010. május 29-én és 30-án a kölni Lanxess Arenában játszotta az elődöntőt és a döntőt.
Két magyar csapat indult ebben a kupasorozatban, az MKB Veszprém magyar bajnokként, a Pick Szeged pedig bajnoki ezüstérmesként vehetett részt a küzdelmekben.

## Sorsolás

### Kiemelés
A 24 csapatot négy csoportba sorsolták. Egy csoportban hat csapat fog szerepelni. A hatodik kalapba kerültek azok a csapatok akik selejtezőn át jutottak el a csoportkörbe. Az Ademar León szabadkártyásként vesz részt az idei sorozatban. A sorsolására június 24-én került sor Bécsben.
| 1. kalap                                                    | 2. kalap                                        | 3. kalap                                                | 4. kalap                                                  | 5. kalap                                                     | 6. kalap                                                     |
| ----------------------------------------------------------- | ----------------------------------------------- | ------------------------------------------------------- | --------------------------------------------------------- | ------------------------------------------------------------ | ------------------------------------------------------------ |
| BM Ciudad Real THW Kiel MKB Veszprém KC Csehovszki Medvegyi | Montpellier HB RK Zagreb KIF Kolding RK Gorenje | FC Barcelona HSV Hamburg Pick Szeged Chambery Savoie HB | FCK Handbold BM Valladolid Rhein-Neckar Löwen Ademar León | GC Amicitia Zürich HC Bosna BH Gas HCM Constanta Alingsas HK | HC Vardar Skopje A.C. PAOK Fyllingen Handball KS Vive Kielce |

## Eredmények

### Csoportkör
| Színmagyarázat | Színmagyarázat                                                                  |
| -------------- | ------------------------------------------------------------------------------- |
|                | A négy csoport első négy helyezettje bejut a nyolcaddöntőbe.                    |
|                | A négy csoport ötödik helyezettjei az EHF Kupagyőztesek Európa Kupájába jutnak. |
|                | A négy csoport utolsó helyezettjei nem folytathatják a kupaszereplést           |

| #  | Csapat              | M  | Gy | D | V | Lg  | Kg  | Gk   | P  |
| -- | ------------------- | -- | -- | - | - | --- | --- | ---- | -- |
| 1. | Montpellier HB      | 10 | 8  | 1 | 1 | 330 | 259 | +71  | 17 |
| 2. | Csehovszki Medvegyi | 10 | 6  | 2 | 2 | 344 | 282 | +62  | 14 |
| 3. | BM Valladolid       | 10 | 4  | 4 | 2 | 301 | 279 | +22  | 12 |
| 4. | HCM Constanta       | 10 | 4  | 1 | 5 | 285 | 301 | –16  | 9  |
| 5. | Pick Szeged         | 10 | 2  | 2 | 6 | 287 | 307 | –20  | 6  |
| 6. | A.C. PAOK           | 10 | 1  | 0 | 9 | 236 | 355 | –119 | 2  |

| #  | Csapat             | M  | Gy | D | V | Lg  | Kg  | Gk  | P  |
| -- | ------------------ | -- | -- | - | - | --- | --- | --- | -- |
| 1. | MKB Veszprém KC    | 10 | 9  | 0 | 1 | 305 | 252 | +53 | 18 |
| 2. | Rhein-Neckar Löwen | 10 | 7  | 2 | 1 | 325 | 286 | +39 | 16 |
| 3. | KS Vive Kielce     | 10 | 4  | 1 | 5 | 291 | 287 | +4  | 9  |
| 4. | RK Gorenje         | 10 | 3  | 1 | 6 | 281 | 298 | –17 | 7  |
| 5. | Chambery Savoie HB | 10 | 2  | 1 | 7 | 248 | 282 | –34 | 5  |
| 6. | HC Bosna BH Gas    | 10 | 2  | 1 | 7 | 249 | 294 | –45 | 5  |

| #  | Csapat             | M  | Gy | D | V  | Lg  | Kg  | Gk   | P  |
| -- | ------------------ | -- | -- | - | -- | --- | --- | ---- | -- |
| 1. | BM Ciudad Real     | 10 | 10 | 0 | 0  | 321 | 241 | +80  | 20 |
| 2. | HSV Hamburg        | 10 | 8  | 0 | 2  | 346 | 259 | +87  | 16 |
| 3. | RK Zagreb          | 10 | 6  | 0 | 4  | 292 | 266 | +26  | 12 |
| 4. | FCK Handbold       | 10 | 4  | 0 | 6  | 276 | 281 | –5   | 8  |
| 5. | Alingsas HK        | 10 | 2  | 0 | 8  | 251 | 302 | –51  | 4  |
| 6. | Fyllingen Handball | 10 | 0  | 0 | 10 | 214 | 351 | –137 | 0  |

| #  | Csapat             | M  | Gy | D | V | Lg  | Kg  | Gk  | P  |
| -- | ------------------ | -- | -- | - | - | --- | --- | --- | -- |
| 1. | THW Kiel           | 10 | 8  | 1 | 1 | 347 | 271 | +76 | 17 |
| 2. | FC Barcelona       | 10 | 8  | 1 | 1 | 341 | 279 | +62 | 17 |
| 3. | Ademar León        | 10 | 5  | 1 | 4 | 291 | 293 | –2  | 11 |
| 4. | KIF Kolding        | 10 | 4  | 3 | 3 | 287 | 288 | –1  | 11 |
| 5. | HC Vardar Skopje   | 10 | 1  | 1 | 8 | 253 | 316 | –63 | 3  |
| 6. | GC Amicitia Zürich | 10 | 0  | 1 | 9 | 254 | 326 | –72 | 1  |

### Nyolcaddöntők
| 1. csapat      | Össz.   | 2. csapat           | 1. mérk. | 2. mérk. |
| -------------- | ------- | ------------------- | -------- | -------- |
| Ademar León    | 61 – 66 | Csehovszki Medvegyi | 36–37    | 25–29    |
| KS Vive Kielce | 54 – 57 | HSV Hamburg         | 24–30    | 30–27    |
| RK Zagreb      | 59 – 69 | FC Barcelona        | 26–33    | 33–36    |
| HCM Constanta  | 49 – 54 | MKB Veszprém KC     | 23–27    | 26–27    |
| KIF Kolding    | 49 – 54 | Montpellier HB      | 26–26    | 23–28    |
| RK Gorenje     | 54 – 66 | BM Ciudad Real      | 23–31    | 31–35    |
| BM Valladolid  | 62 – 67 | Rhein-Neckar Löwen  | 29–30    | 33–37    |
| FCK Handbold   | 54 – 62 | THW Kiel            | 31–33    | 23–29    |

### Negyeddöntők
| 1. csapat           | Össz.   | 2. csapat       | 1. mérk. | 2. mérk. |
| ------------------- | ------- | --------------- | -------- | -------- |
| FC Barcelona        | 67 – 60 | MKB Veszprém KC | 33–27    | 34–33    |
| Csehovszki Medvegyi | 64 – 63 | Montpellier HB  | 32–27    | 32–36    |
| HSV Hamburg         | 53 – 57 | BM Ciudad Real  | 26–22    | 27–35    |
| Rhein-Neckar Löwen  | 58 – 60 | THW Kiel        | 28–29    | 30–31    |

### Elődöntők
| Hazai csapat        | Eredmény | Vendég csapat |
| ------------------- | -------- | ------------- |
| BM Ciudad Real      | 27 – 34  | THW Kiel      |
| Csehovszki Medvegyi | 27 – 29  | FC Barcelona  |

### Bronzmérkőzés
| Hazai csapat        | Eredmény | Vendég csapat  |
| ------------------- | -------- | -------------- |
| Csehovszki Medvegyi | 28 – 36  | BM Ciudad Real |

### Döntő
| Hazai csapat | Eredmény | Vendég csapat |
| ------------ | -------- | ------------- |
| FC Barcelona | 34 – 36  | THW Kiel      |

## Külső hivatkozások
- A hivatalos honlap